# Großhesselohe Isartalbahnhof
Großhesselohe Isartalbahnhof je železniční stanice, která se nachází v Großhesselohe, což je jedna z částí bavorské obce Pullach im Isartal v těsném sousedství Mnichova. Leží v km 5,870 dvoukolejné trati Isartalbahn mezi odbočkou München-Solln a stanicí Höllriegelskreuth.

## Historie
První stanice v Großhesselohe byla otevřena už v roce 1857 na Maximiliansbahn, který propojila Mnichov a Rosenheim přes Holzkirchen. Nové nádraží, které dostalo pro odlišení přídomek Isartalbahnhof, bylo zprovozněno na nově vybudované trati Isartalbahn dne 10. června 1891. Byť se obě nádraží nacházela blízko sebe, nebyla nijak propojena, neboť Isartalbahn křížila Maximiliansbahn mimoúrovňově na mostě nad stanicí Großhesselohe.
Elektrický provoz přes Großhesselohe Isartalbahnhof byl zahájen již 15. ledna 1900, v roce 1938 pak byla zprovozněna spojka mezi Isartalbahnhof a stanicí München-Solln na Maximiliansbahn. Tato spojka se původně používala pouze pro nákladní dopravu, od 8. října 1950 po ní jezdily i pravidelné osobní vlaky. V roce 1964 pak byla původní trasa Isartalbahn mezi stanicemi Großhesselohe Isartalbahnhof a München Süd opuštěna, zůstalo pouze jednokolejné napojení do stanice München-Solln.

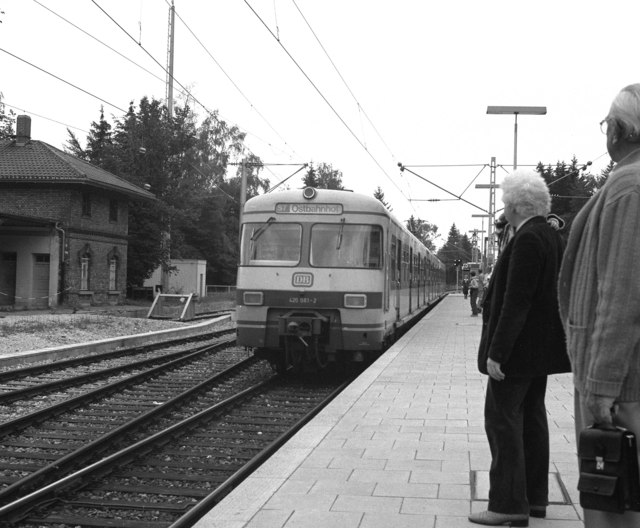
Vlak S-Bahn ve stanici v roce 1982

V rámci přípravy na provoz vlaků S-Bahn Mnichov proběhla přestavba stanice, která tím také ztratila svou samostatnost. Ve stanici bylo vybudováno vysoké ostrovní nástupiště se dvěma podchody. Rovněž byla přidána druhá kolej na spojce Großhesselohe Isartalbahnhof – München-Solln. 28. července 1980 bylo ve stanici vypnuto elektromechanické zabezpečovací zařízení Einheit Mw, které bylo v provozu od roku 1937 a ovládal je místně výpravčí. Následujícího dne bylo aktivováno nové staniční zabezpečovací zařízení dálkově řízené ze stavědla München–Mittersendling Mtf.
Úprava stanice na provoz S-Bahn rovněž přinesla opuštění nádražní budovy. Tu v roce 1987 odkoupil soukromý investor, který ji přestavěl na minipivovar a restauraci Isartaler Brauhaus. Později budovu koupil železniční dopravce RailAdventure, který do ní umístil své sídlo při zachování restaurace i pivovaru.

## Popis stanice
Großhesselohe Isartalbahnhof je železniční stanice, která kromě vlastního nádraží Großhesselohe Isartalbahnhof zahrunuje rovněž odbočku a zastávku München-Solln. V nádraží jsou celkem tři dopravní a jedna manipulační kolej. Celá stanice je vybavena reléovým zabezpečovacím zařízením typu Sp Dr S 60, které obsluhuje výpravčí ze stavědla Mtf v hlavním obvodu stanice München–Mittersendling Mtf.
U bývalé nádražní budovy se nachází kusá manipulační kolej č. 240 zapojená do jižního zhlaví. Dále následují tři dopravní koleje č. 230, 220 a 210. Koleje č. 220 a 210 jsou přímým pokračováním traťových kolejí, mezi těmito kolejemi se nachází ostrovní nástupiště s příchodem podchodem.